# Crotalaria comanestiana
Crotalaria comanestiana là một loài thực vật có hoa trong họ Đậu. Loài này được Volkens & Schweinf. miêu tả khoa học đầu tiên.